# Evangelische Kirche Neuenrade

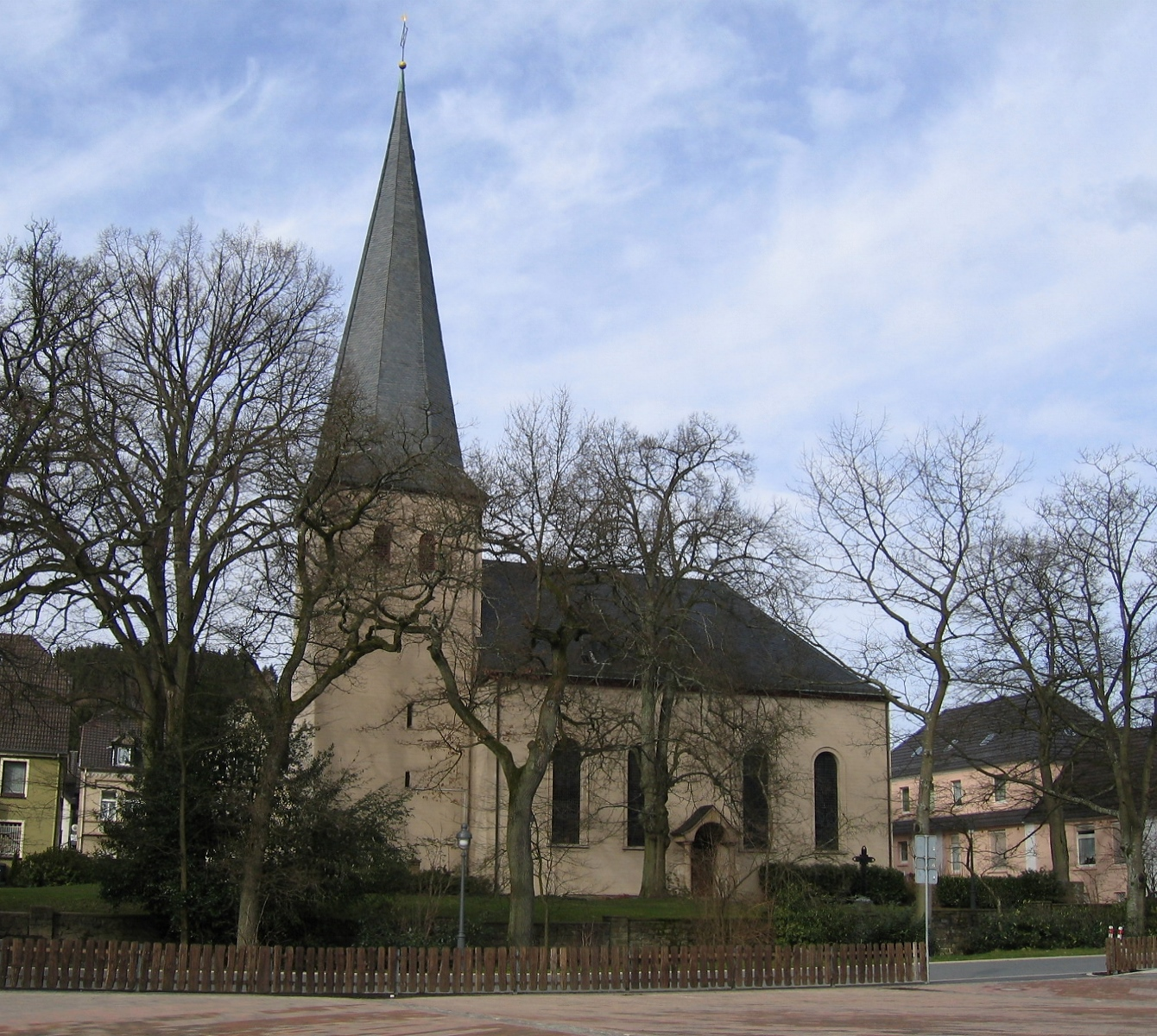
Evangelische Kirche Neuenrade (Südseite)

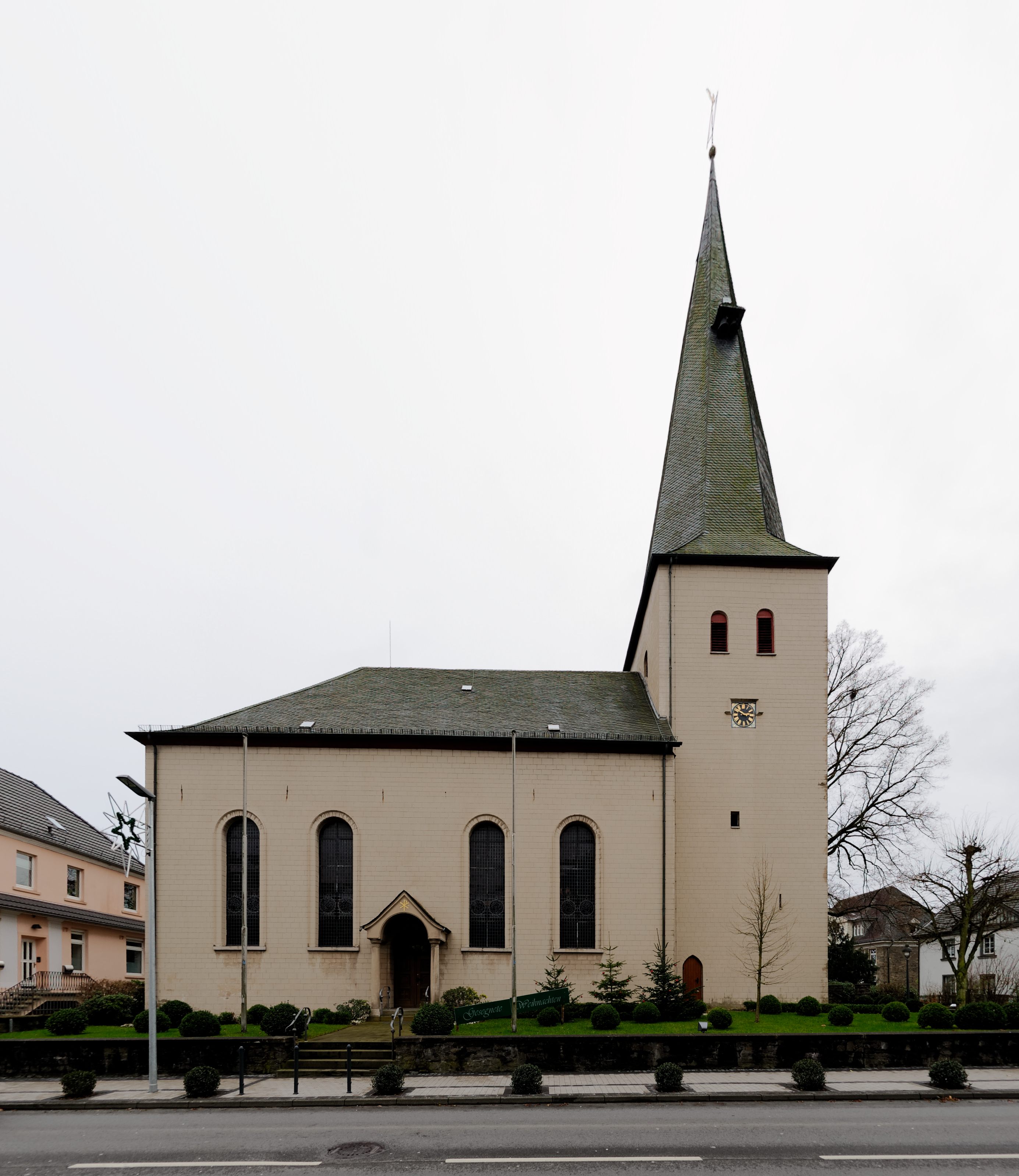
Evangelische Kirche Neuenrade (Nordseite, Erste Straße)

Die evangelische Kirche ist ein denkmalgeschütztes Kirchengebäude in Neuenrade im Märkischen Kreis (Nordrhein-Westfalen).

## Geschichte und Architektur
Am Südrand der Planstadt stand eine Marienkapelle, die um 1360 errichtet wurde. Die Pfarrrechte wurden 1366 verliehen. Die ursprünglich katholische Ausrichtung dauerte bis 1564 als der Reformator Hermann Wilken die Neuenrader Kirchenordnung verfasste und damit evangelisch ausgerichtet wurde.
Der rechteckige Predigtsaal wurde 1786/87 gebaut. Der ältere Westturm wurde wohl im 14. Jahrhundert erbaut. Seine bauliche Masse und die schmalen Fenster unterstreichen seine Funktion als Wehrturm. Quaderputz wurde 1904 aufgetragen. Die Wände sind durch hohe Rundbogenfenster gegliedert. Die Portalvorbauten wurden 1927 angefügt. In den Innenraum wurde eine dreiseitige Holzempore eingezogen, auf der ein altes Kastengestühl steht. Die Spiegeldecke ist mit Engeldarstellungen verziert. Der Kanzelorgelprospekt mit den geschwungenen Emporen wurde mit dem Neubau des Langschiffes eingebaut.

## Ausstattung
- Der Kanzelkorb ist eine Arbeit des 16. Jahrhunderts. Das reiche Schnitzwerk zeigt das Stadtwappen mit der hl. Maria, eingebettet in einen Strahlenkranz. Seitlich sind die Wappen derer von Neuhoff angebracht.
- Die Fenster und die Farbgestaltung wurden 1953 von Paul Thol ausgeführt.
- Die vier Eisenhartgussglocken wurden 1919 in der Gießerei Ulrich & Weule hergestellt. zusätzlich gibt es zwei kleine Schlagglocken für den Uhrschlag.

### Orgel

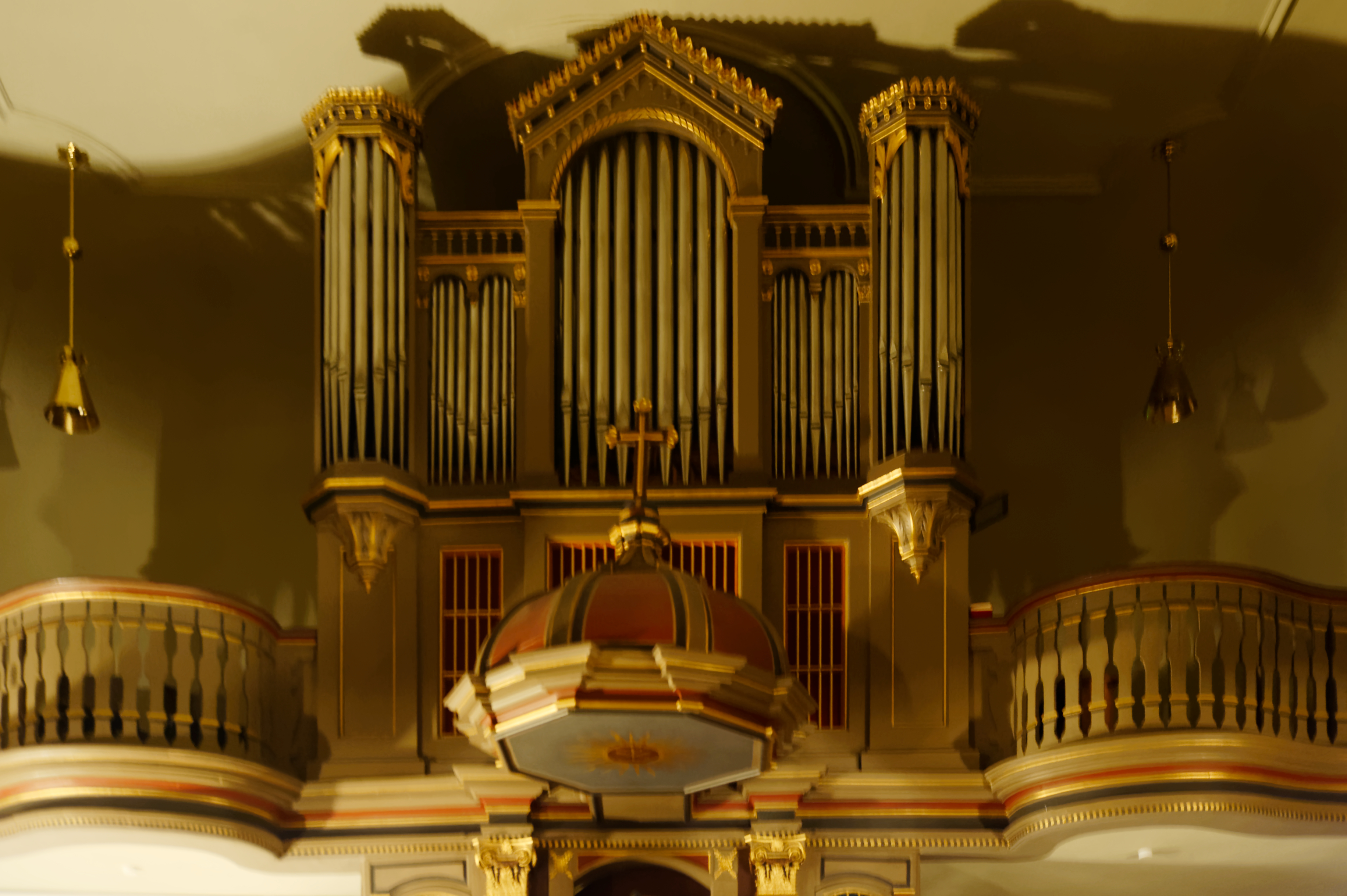
Orgelprospekt der Orgel auf der Empore

Die Orgel wurde von 1860 bis 1865 von Meyer aus Herford eingebaut. Im Jahr 1965 schuf Gustav Steinmann Orgelbau ein neues Werk hinter dem historischen Prospekt. Das  mittlere Rundbogenfeld wird von einem Dreiecksgiebel abgeschlossen. Zwei niedrige Flachfelder mit gekuppelten Rundbögen vermitteln zu den polygonalen Seitentürmen. Die Orgel verfügt über 2 Manuale und Pedal mit 18 klingenden Registern mit folgender Disposition:
| I Hauptwerk C–c4 |                |     |
| 01.              | Prinzipal      | 08′ |
| 02.              | Spitzflöte     | 08′ |
| 03.              | Oktave         | 04′ |
| 04.              | Sesquialter II |     |
| 05.              | Waldflöte      | 02′ |
| 06.              | Mixtur V–VI    |     |
| 07.              | Trompete       | 08′ |

| II Positiv C–c4 |            |       |
| 08.             | Gedackt    | 08′   |
| 09.             | Nachtflöte | 04′   |
| 10.             | Prinzipal  | 02′   |
| 11.             | Quinte     | 1 ⁄3′ |
| 12.             | Scharf III |       |
| 13.             | Regal      | 08′   |
|                 | Tremulant  |       |

| Pedal C–g1 |                 |     |
| 14.        | Subbass         | 16′ |
| 15.        | Gemshorn        | 08′ |
| 16.        | Oktave          | 04′ |
| 17.        | Rauschpfeife IV |     |
| 18.        | Fagott          | 16′ |

- Koppeln: II/I, I/P, II/P

## Denkmalschutz
Die Evangelische Kirche Neuenrade wurde am 25. April 1985 als Nr. 12 in der Liste der Baudenkmäler eingetragen.
Zeitgleich wurden die drei südlich der Pfarrkirche stehenden Grabsteine aus der Mitte des 19. Jahrhunderts als Nr. 13 in der Liste der Baudenkmäler eingetragen. Diese standen zuvor auf einem 1823 außerhalb der Stadtmauern angelegten Friedhof.